# Komponentní video
Komponentní video je video signál, který je přenášen alespoň dvěma kanály. V běžném užití tento název označuje analogový způsob přenosu obrazu po třech samostatných vodičích. Komponentní video může být kontrastováno kompozitním videem (NTSC, PAL nebo SECAM), ve kterém jsou všechny části obrazu spojeny do jednoho signálu. Stejně jako kompozití video, ani komponentní video nepřenáší zvuk, takže bývá často spojeno s audio vodiči.

## Analogové komponentní video
Reprodukce video signálu na zobrazovacím zařízení (například CRT) je přímý proces komplikovaný množstvím zdrojů signálu. DVD, VHS, počítače, herní konzole apod. ukládají, zpracovávají a vysílají video signály, z nichž každý lze přenášet více způsoby. Jedním ze způsobů, jak zachovat čistotu signálu, je rozdělení do více signálových složek, které se vzájemně nebudou rušit. Takto rozdělený signál se nazývá komponentní video. S-Video, RGB a YPBPR obsahují dva nebo více samostatných signálů a jsou tedy všechny komponentními signály. Pro většinu běžných videozařízení se používá tříkanálový systém využívající BNC konektory nebo cinch. Typické rozlišení je 480i (DVD) a 576i (analogové televizní vysílání v USA a Japonsku). Pro počítačové monitory existuje konektor VGA nesoucí rozlišení 640x480, 800x600, 1024x768, 1152x864, 1280x1024 i větší.

### RGB analogové komponentní video
Všemožné RGB standardy jako např. RGB, RGBHV, RGsB nevyžadují žádnou kompresi ani limit pro barevnou hloubku nebo rozlišení, ale vyžadují velkou šířku pásma k přenosu signálu a obsahují mnoho redundantních dat, protože každý kanál obsahuje velké množství stejného černobílého obrazu. Současně s tím počítače přenášely tento signál prostřednictvím portu VGA. Mnoho televizorů, zejména v Evropě, přenáší RGB konektorem SCART. Všechny arkádové hry, kromě prvních, vektorových a černobílých, používají RGB obrazovky.
Kromě červených, zelených a modrých barevných signálů vyžaduje RGB dva další signály pro synchronizaci obrazovky. Používá se několik metod:
- Kompozitní synchronizace – horizontální signál se sloučí s vertikálním a přenáší se na samostatném vodiči (S v RGBS)
- Separátní synchronizace – horizontální a vertikální synchronizace mají každá svůj vodič (H a V v RGBHV; také se používá akronym HD/VD (z angličtiny horizontal deflection/vertical deflection))
- Synchronizace se zelenou – kompozitní synchronizační signál je obsažen v zelené signálové složce (SoG, Sync on G, nebo RGsB)
- Synchronizace s modrou nebo červenou – kompozitní synchronizační signál je obsažen v modré nebo červené složce
- Synchronizace na kompozitu (nezaměňovat s kompozitní synchronizací) – synchronizace je vedena po vodiči kompozitního videa
- Luma synchronizace – synchronizace je přenášena jasovou složkou S-videa

Kompozitní synchronizace je běžná v připojení SCART (pomocí kolíků 17 [zem] a 19 [kompozitní výstup] nebo 20 [kompozitní vstup]). RGBS vyžaduje čtyři dráty - červenou, zelenou, modrou a synchronizaci. Pokud se používají samostatné kabely, synchronizační kabel je obvykle žlutý (stejně jako kabel kompozitního videa) nebo bílý.
Separátní synchronizace je nejběžnější u VGA, používaného po celém světě pro analogové monitory. Tento způsob přenosu je označován RGBHV, protože horizontální a vertikální synchronizační pulzy jsou vysílány v samostatných kanálech. Tento přenos vyžaduje pět vodičů. Pokud se používají samostatné kabely, mohou být barevně označeny H – žlutá, V – bílá; H – žlutá, V – černá; H – šedá, V – černá.
Synchronizace se zelenou (SoG) je méně častá a zatímco některé monitory VGA ji podporují, většina z nich ne. Sony je velkým zastáncem SoG a většina monitorů (a jejich řada herních konzolí PlayStation) ji využívají. Stejně jako zařízení, která používají kompozitní video nebo S-video, vyžadují zařízení používající SoG další obvody pro odstranění synchronizačního signálu ze zelené složky. Monitor, který nepodporuje SoG, zobrazí obraz v odstínech zelené, pokud se mu tedy bez synchronizačního pulzu podaří vůbec něco zobrazit.
Se synchronizací na modré a červené se téměř nesetkáme. Používá se jen u speciálních zařízení.
Synchronizace na kompozitu (nezaměňovat s kompozitní synchronizací) se běžně používá na zařízeních, která vysílají kompozitní video i RGB přes SCART. Signál RGB se používá pro barevné informace, zatímco vodič kompozitního videa vede synchronizační pulzy. Toto je spíše horší způsob synchronizace, protože se na obraze často objevují šachovnicové artefakty. Kvalita obrazu je ale podstatně lepší, než samotné kompozitní video.
Luma synchronizace používá signál Y z S-Video namísto kompozitního vodiče. Toho lze použít u propojení SCART, protože kompozitní video a luminance S-Videa je u SCARTu vedena stejným vodičem. Na rozdíl od synchronizace na kompozitu zde nedochází k šachovnicovým artefaktům. Lma synchronizace se používá na zařízeních, která neobsahují kompozitní synchronizaci, jako například Sony PlayStation a některé modely Nintendo 64.

### Analogové komponentní video na bázi luminance
Rozšířené variace komponentních analogových videosignálů nevedou skutečnou červenou, zelenou a modrou, ale bezbarvou složku zvanou luminance, která poskytuje informace o jasu (jako v černobílém videu). Druhou signálovou složkou je chrominance, která nese informace o barvě. Příkladem tohoto přenosu je S-video (dva samostatné signály) a YPBPR (tři samostatné signály). Oba se používají u DVD přehrávačů.
Převod videa na luma a chroma signál umožňuje chrominanční podvrstva, metoda používaná kodeky JPEG a MPEG pro snížení nároků na úložiště.
Mnoho televizí, DVD přehrávačů, monitorů, projektorů a dalších video zařízení najednou používalo vstup nebo výstup YPBPR.
Při připojení zdroje videa k obrazovce podporující poměr stran 4:3 i 16:9 se systém automaticky přepne.

### Použité konektory
- D-Terminal – v Japonsku
- Tři BNC (v profesionálním nasazení) nebo tři cinche (v domácím nasazení) – zelená pro Y, modrá pro PB, červená pro PR
- SCART – v Evropě
- Video In Video Out (VIVO) – 9pinový miniDIN většinou označovaný jako "TV Out" na grafických kartách, většinou dodávané s adaptérem na komponentní, kompozitní, či S-video.

## Digitální komponentní video
Digitální video vede všechny složky obrazu jedním vodičem. Umožňuje nést vyšší rozlišení než analog, například 480p, 576i, 576p, 720p, 1080i, či 1080p.
RGB komponentní video bylo nahrazeno moderními digitálními rozhraními jako DisplayPort a Digital Visual Interface (DVI), nebo High-Definition Multimedia Interface (HDMI) určené pro domácí systémy. Tato rozhraní mají vyšší rozlišení, větší dynamický rozsah a mohou podporovat DRM. Vymizení analogu je způsobeno především nástupem plochých digitálních obrazovek a možností vést video i audio jediným kabelem, ale také kvůli deformaci při převodu signálů mezi analogem a digitálem, zvlášť u vyšších rozlišení, která jsou náchylná na rušení.

## Mezinárodní standardy
Příklady mezinárodních standardů pro komponentní video:
- RS-170 RGB (525 řádků, založeno na časování NTSC, dnes EIA/TIA-343
- RS-343 RGB (525, 625 nebo 875 řádků)
- STANAG 3350 Analogue Video Standard (NATO armádní verze RS-343 RGB, dnes EIA-343A)
- CEA-770.3 High Definition TV Analog Component Video Interface Consumer Electronics Association